# فلاش (سلسلة)
سلسلة فلاش هي سلسلة من تأليف الأستاذ خالد الصفتي ، وقد حققت نجاحا منقطع النظير نظرا لتوفرها على العديد من المميزات فهي طريفة .. خفيفة .. جذابة ممتعة .. مسلية .. ومفيدة ، كما أنها استطاعت أن تجذب شريحة واسعة من القراء الذين تتفاوت أعمارهم على مدى واسع. الفضل لنجاح هذه السلسلة المميزة يعود بدرجة كبيرة لمؤلفها الشاب ، الأستاذ خالد الصفتي، والذي أبدع بامتياز لا يقبل الشك في خلق عشرات الشخصيات المختلفة، ودمجها ضمن إطار شيق حديث لا يخلو من المعلومة الثقافية المفيدة أو النقد اللاذع الساخر لبعض جوانب الحياة فأعطى السلسلة اتجاهاً فريداً لا يماثل اتجاه أي سلسلة أخرى.
- والإقبال على سلسلة فلاش كان كبيراً مما مهد لصدور سلاسل جانبية تابعة لها ، مثل سلسلة (مغامرات فلاش) و(سوبر فلاش) ، حيث حظيت فيهما العديد من شخصيات السلسلة بمغامرات إضافية طريفة ومميزة. كما صدر للسلسلة ثلاثة أعداد استثنائية من ضمن سلاسل الأعداد الخاصة تضمنت بالطبع جرعة إضافية مكثفة من الفكاهات والمعلومات والتسالي ، وغيرها من أبواب فلاش التي تميزت السلسلة بها.

## أعداد السلسلة
1 كتاب الصيف
2 الزواج على طريقة مفهوم
3 الحب الأول
4 مربى القلقاس
5 العين الدامية
6 الميراث الملعون
7 نعمت
8 عين الصقر
9 مديحة حبى أنا
10 سفينة للبيع